# Patrick W. Schmitz
Patrick W. Schmitz ist ein deutscher Ökonom. Er ist Lehrstuhlinhaber am Staatswissenschaftlichen Seminar der Universität zu Köln und Research Fellow beim Centre for Economic Policy Research (CEPR) in London.

## Leben und Werk
Schmitz studierte Volkswirtschaftslehre in Bonn, wurde dort promoviert und hat sich dort habilitiert. Sein Doktorvater ist Urs Schweizer von der Universität Bonn.
Schmitz hat in bedeutenden Fachzeitschriften publiziert, darunter im American Economic Review und im Review of Economic Studies. In seiner Forschung beschäftigt er sich mit theoretischer und angewandter Mikroökonomik. Er interessiert sich insbesondere für grundlegende Fragen: Warum gibt es überhaupt Unternehmen? Was unterscheidet also Transaktionen innerhalb von Unternehmen von Transaktionen, die über den Markt abgewickelt werden? Welche Auswirkungen haben unterschiedliche Eigentumsstrukturen, z. B. in Bezug auf Investitionsanreize? Wie sollte man öffentliche Projekte organisieren, etwa um übermäßige Kostensteigerungen zu verhindern? Schmitz untersucht solche Fragestellungen mit Hilfe der ökonomischen Vertragstheorie, d. h. mit formalen Modellen, in denen Informationsasymmetrien eine zentrale Rolle spielen. In einigen seiner Arbeiten hat er sich auch mit experimentellen Tests vertragstheoretischer Ideen beschäftigt.
Beim Handelsblatt Ökonomen-Ranking 2015, das die Forschungsleistung der rund 2300 Ökonomen aus Deutschland, Österreich und der deutschsprachigen Schweiz gemessen an der Qualität der Publikationen analysiert, erreicht er Platz 4 gemäß der aktuellen Forschungsleistung und Platz 13 im Lebenswerkranking. In dem 2008 erschienenen Ranking der Arbeitsgruppe Forschungsmonitoring des Vereins für Socialpolitik ist Schmitz der Jüngste unter den Top 25 der deutschen VWL-Professoren mit dem umfangreichsten Lebenswerk, gemessen an der Qualität der Publikationen.

## Auszeichnungen
Im Jahr 2006 erhielt Schmitz den Karl-Arnold-Preis der Nordrhein-Westfälischen Akademie der Wissenschaften und wurde vom Handelsblatt als bester junger deutscher Volkswirt ausgezeichnet. Im Jahr 2007 bezeichnete die WirtschaftsWoche Schmitz als einen der forschungsaktivsten deutschen VWL-Professoren und die Zeitschrift Capital zählte ihn in ihrer Reihe "junge Elite" zu den 160 herausragendsten Nachwuchskräften Deutschlands.
Im Jahr 2015 erhielt Schmitz den mit 240.000 Euro Forschungsgeldern dotierten Hans-Kelsen-Preis.

## Veröffentlichungen (Auswahl)
- Information Gathering, Transaction Costs, and the Property Rights Approach. American Economic Review 96, 2006, 422–434.
- Reserve Prices in Auctions as Reference Points. Economic Journal 117, 2007, 637–653 (mit S. Rosenkranz).
- Public versus Private Ownership: Quantity Contracts and the Allocation of Investment Tasks. Journal of Public Economics 94, 2010, 258–268 (mit E.I. Hoppe).
- Can Contracts Solve the Hold-Up Problem? Experimental Evidence. Games and Economic Behavior 73, 2011, 186–199 (mit E.I. Hoppe).
- Repeated Moral Hazard and Contracts with Memory: The Case of Risk-Neutrality. International Economic Review 53, 2012, 433–452 (mit S. Ohlendorf).
- Public-Private Partnerships versus Traditional Procurement: Innovation Incentives and Information Gathering. RAND Journal of Economics 44, 2013, 56–74 (mit E.I. Hoppe).
- Job Design with Conflicting Tasks Reconsidered. European Economic Review 57, 2013, 108–117.
- Contracting under Incomplete Information and Social Preferences: An Experimental Study. Review of Economic Studies 80, 2013, 1516–1544 (mit E.I. Hoppe).
- Investments as Signals of Outside Options. Journal of Economic Theory 150, 2014, 683–708 (mit S. Goldlücke).